# 維氏吻鰩
維氏吻鰩（學名：[Rostroraja velezi] 错误：{{Lang}}：文本有斜体标记（帮助）），為軟骨魚綱鰩目鰩科吻鰩屬的一種，被IUCN列為易危保育類動物，分布於東太平洋加利福尼亞灣與哥斯大黎加到哥倫比亞與祕魯海域，深度35至300公尺，體長可達83公分，棲息在大陸棚，為底棲性魚類，肉食性，以甲殼類、多毛類及硬骨魚為食，卵生，生活習性不明。